# Pellucidar

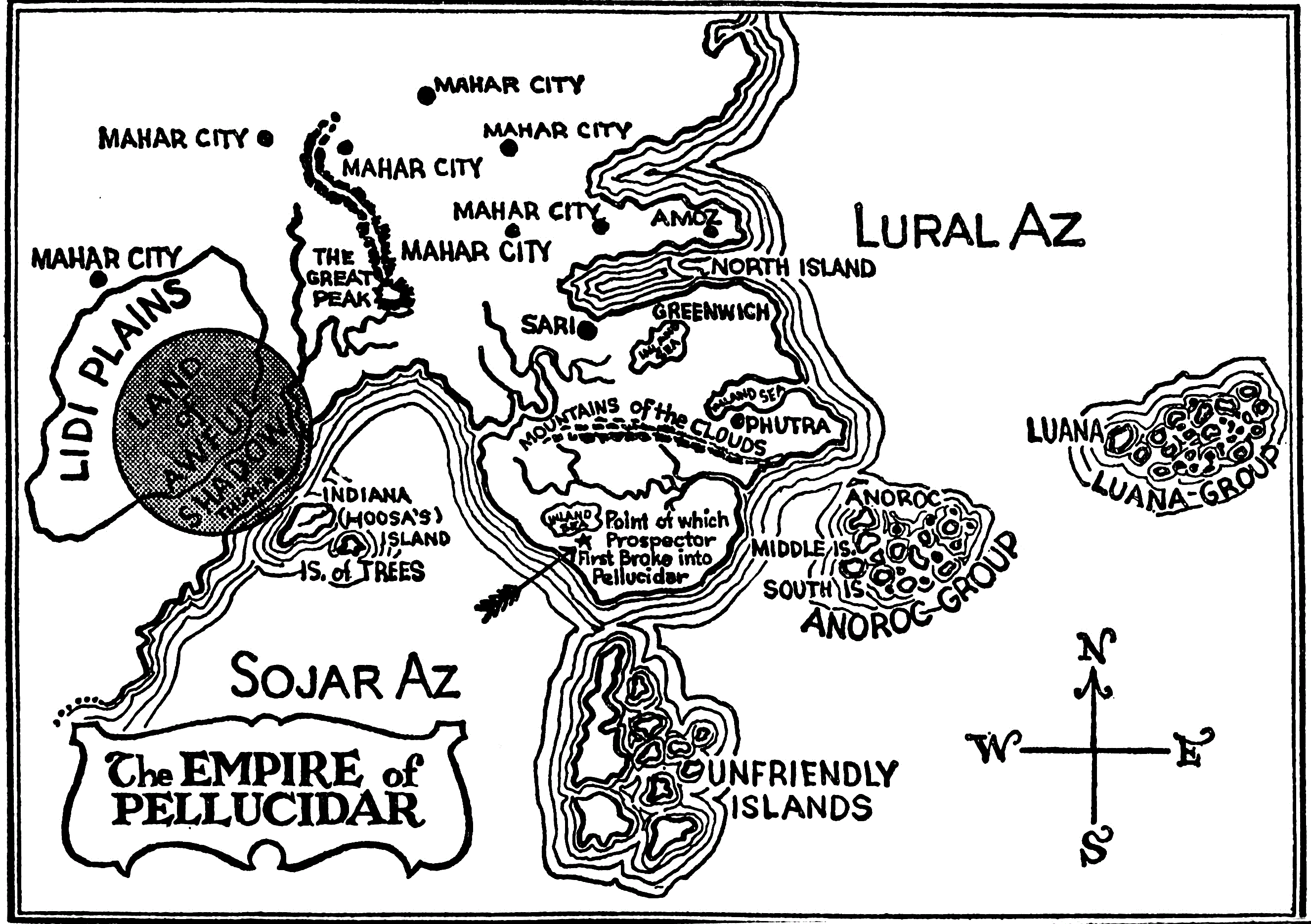
Mapa de Pellucidar, datado de 1915.

Pellucidar é um mundo perdido fictício, criado pelo escritor norte-americano Edgar Rice Burroughs em 1914, no romance At the Earth's Core, primeiro de uma série que compreende sete livros, sendo o quarto deles, Tarzan at the Earth's Core, um crossover com a série de Tarzan.
Pellucidar localiza-se no centro da Terra e somente pode ser alcançado por uma pequena abertura no Polo Norte. Seu radical, pellucid, significa admite-se o máximo de luz (em inglês, admitting the maximum amount of light).
A ideia de que o nosso planeta é oco remonta a um documento de 1692, em que Edmond Halley propõe um conjunto de esferas concêntricas com aberturas nos polos. Em 1818, John Cleve Symmes expandiu essa teoria e até chegou a pedir ao Congresso dos Estados Unidos ajuda financeira para organizar uma expedição, com o objetivo de descobrir a abertura polar.
Histórias sobre mundos dentro da Terra são relativamente comuns na literatura de ficção científica. Talvez o exemplo mais conhecido seja o romance Viagem ao Centro da Terra (1864), de Júlio Verne, com seus monstros pré-históricos e primitivos homens gigantes.

## Geografia
Um sol diminuto pende, imóvel, no centro da "abóboda celeste" de Pellucidar. Em consequência, não existem noites nem passagem do tempo em Pellucidar -- é sempre meio-dia. Uma minúscula lua suspensa gira no mesmo sentido da terra, o que faz com que ela permaneça eternamente sobre a misteriosa Terra da Sombra Aterradora ("Land of the Awful Shadow").
À distância, o horizonte curva-se para cima.
Solo e água, abundantes, vêm do mundo exterior, isto é, do nosso mundo.

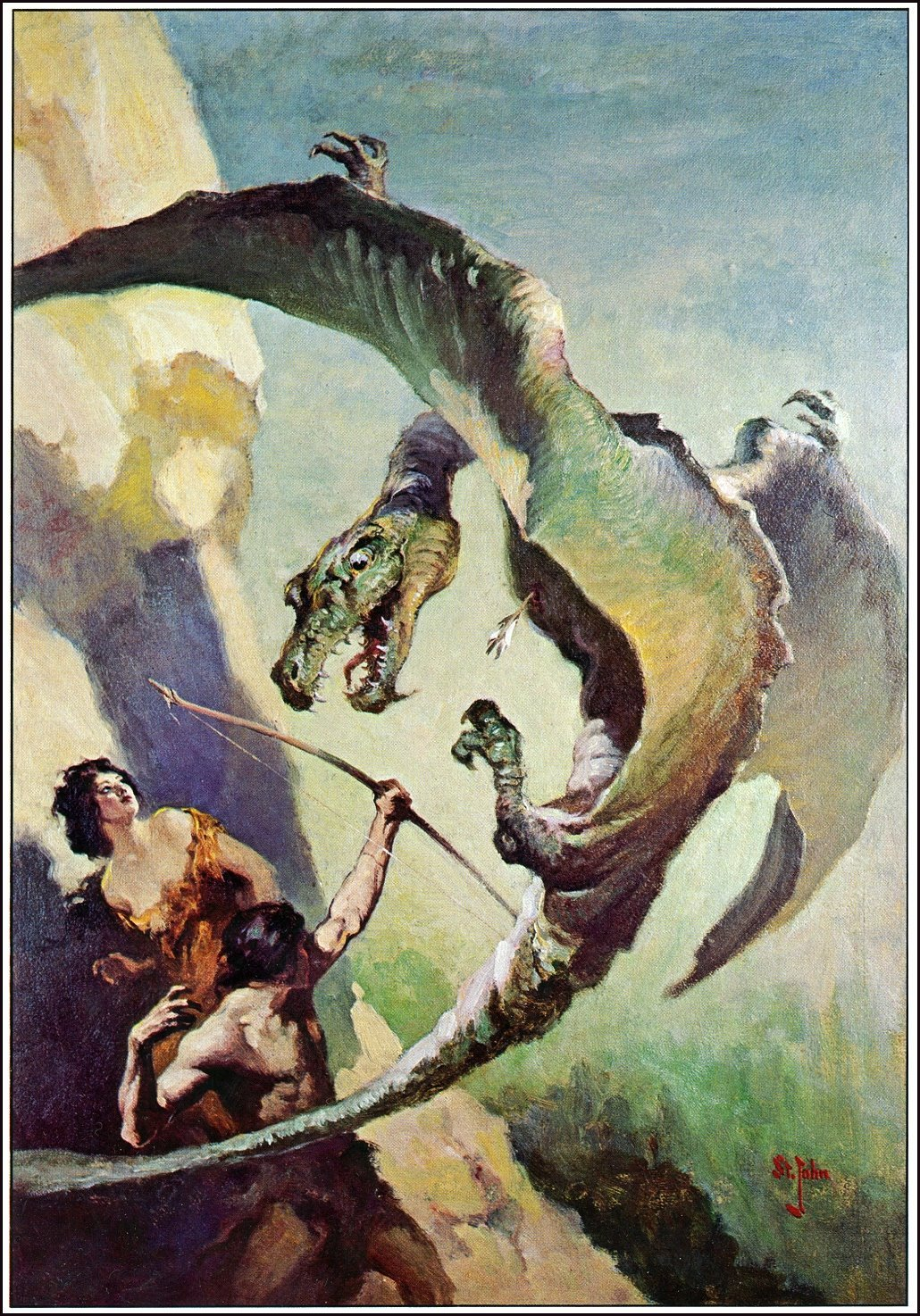
Sobrecapa de At the Earth's Core (1922), arte de James Allen St. John

## Cultura
Pellucidar é habitado por civilizações e tribos diversas, geralmente hostis entre si. Esses seres, humanoides ou não, são revelados à medida que a saga avança e  fazem de Pellucidar um mundo em constante guerra. Entre eles, destacam-se:
- Homens das cavernas;
- Mahars, uma perversa raça de répteis, todos do sexo feminino, semelhantes aos ranforrincos. Os mahars não ouvem nem falam: eles se comunicam por telepatia na quarta dimensão. É a raça mais intelectualizada de Pellucidar, com cientistas que praticam vivissecção nos humanos, considerados animais estúpidos;
- Sagoths, selvagens cabeludos, um elo perdido entre macacos e homens, subordinados aos mahars, para quem escravizam os humanos. Eles se expressam na mesma língua de Tarzan;
- Korsars, criminosos descendentes de piratas do mundo exterior;
- Ganaks, criaturas semelhantes a minotauros;
- Gorbuses, diabólica raça de canibais albinos;
- Horibs, homens répteis canibais, que cavalgam dinossauros;
- Azarianos, canibais gigantes da cidade de Azar;

... e ainda as mulheres guerreiras de Oog, os loucos Jucanianos e os habitantes de Lolo-Lolo e Tanga-Tanga, uma civilização da Idade do Bronze.
Todos os humanos de Pellucidar comunicam-se entre si através de uma língua geral.

## Livros

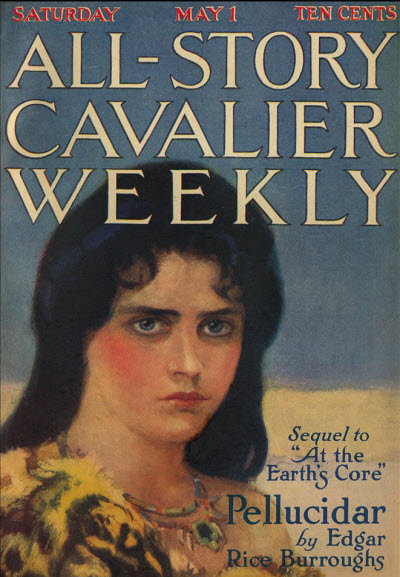
Capa da revista All-Story Weekly, 1 de maio de 1915

- At the Earth's Core (1914) - Escrito em janeiro de 1913, foi o sexto trabalho de Burroughs destinado a publicação em revistas, seguindo-se a The Gods of Mars (ciclo Barsoom) e The Return of Tarzan (série Tarzan). Foi também sua primeira incursão na Idade da Pedra.

O minerador David Innes investe na "toupeira de ferro", um veículo perfurador inventado pelo excêntrico Abner Perry. Eles esperam encontrar minério subterrâneo, mas acabam em um mundo estranho, dentro da Terra, onde abundam homens das cavernas, dinossauros e outras criaturas pré-históricas.
- Pellucidar (1915) - Assim como At the Earth's Core, os protagonistas procurar liderar uma revolta contra os Mahar.
- Tanar of Pellucidar (1929) - Tanar, um guerreiro das cavernas, enfrenta os Korsars, que aprisionam David Innes. Abner Perry inventa uma estação de rádio cuja frequência é descoberta pelo eletrotécnico Jason Gridley, que vive no mundo exterior.
- Tarzan at the Earth's Core (1930) - Ao saber que David Innes está preso, Jason Gridley pede a Tarzan que lidere uma expedição de resgate.
- Back to the Stone Age (1937) - Desgarrado da expedição de Tarzan, o Tenente Wilhelm von Horst é abandonado em Pellucidar e tem de lutar pela sobrevivência, enfrentando selvagens, como os Ganaks e os Gorbuses.
- Land of Terror (1944) - David Innes e sua companheira Dian encabeçam uma patrulha com a missão de resgatar Wilhelm von Horst. Em sua jornada, deparam-se com mulheres guerreiras e gigantes canibais.
- Savage Pellucidar (1963, póstumo) - David e Dian encontram homens da Idade do Bronze, nas cidades de Lolo-Lolo e Tanga-Tanga. Dian é feita prisioneira e tratada como deusa, e David, em um balão inventado por Abner Perry, tenta libertá-la.[1]

Uma sequência foi autorizada:
- Mahars of Pellucidar (1976), escrita por John Eric Holmes - Conta a história de Christopher West, um cientista cujo heroísmo e poderosa arma lhe garantem o epíteto de "Machado Vermelho" (Red Axe, no original).[1]

## Adaptações
Apesar de Burroughs ter levado Tarzan ao centro da Terra somente uma vez -- em Tarzan at the Earth's Core --, a maioria das adaptações ambientadas em Pellucidar (ou sobre criaturas desse mundo) coloca o homem macaco no centro da ação.

### Cinema
At the Earth's Core foi adaptado para a tela grande em 1976 pela American International Pictures. Os papéis principais ficaram com Doug McClure (David Innes) e Peter Cushing (Doutor Abner Perry), sob a direção de Kevin Connor.

### Televisão
O mundo de Pellucidar foi focalizado na telessérie de animação Tarzan, Lord of the Jungle (1976-1979), no episódio 12 da primeira de suas quatro temporadas. Apropriadamente, o título do episódio é Tarzan at the Earth's Core.
Outra série de TV, Tarzan: The Epic Adventures (1996-1997), estrelada por Joe Lara, levou o herói até Pellucidar para combater os mahars no piloto (Tarzan Returns) e no episódio 17, intitulado Tarzan and the Mahars. A série teve apenas uma temporada.
Em The Legend of Tarzan (2001-2003), ainda outra telessérie animada, desta vez produzida pela Disney, Tarzan vai ao mundo escondido em The Hidden World, episódio 11 da primeira temporada. Já no episódio 23, The Beast from Below, um velociraptor foge de Pellucidar e espalha o terror na selva de Tarzan.

### Quadrinhos
As histórias sobre Pellucidar foram adaptadas por John Coleman Burroughs, filho de Edgar Rice Burroughs, para a edição no. 2 da revista "Hi-Spot Comics", em 1940. A DC Comics também publicou aventuras ambientadas nesse mundo perdido em "Weird Worlds", na década de 1970.
Russ Manning, festejado ilustrador de Tarzan, também se interessou por Pellucidar, tendo criado duas aventuras do rei das selvas para as tiras diárias e uma para as pranchas dominicais:
- Tarzan and the Cult of the Mahar - nessa história, publicada nos jornais entre 11 de março e 31 de julho de 1971, um mahar escapa de Pellucidar e escraviza um grupo de mulheres.[2]
- Tarzan Returns to the Earth's Core - história publicada de 22 de novembro de 1971 a 29 de julho de 1972. Após prender o mahar, Tarzan leva-o de volta para seu lar, no centro da Terra.[3]
- Tarzan and the Dead Moon of Pellucidar - nestas pranchas dominicais (portanto, em cores), publicadas de 5 de fevereiro de 1978 a 3 de fevereiro de 1979, Tarzan recebe um pedido de ajuda de David Innes e retorna a Pellucidar, onde estranhos fenômenos naturais -- sismos e tempestades -- têm provocado destruição em massa. Tarzan reencontra o Tenente Wilhelm von Horst (dos livros Tarzan at the Earth's Core e Back to the Stone Age), agora o irascível chefe da tribo Lo-Har.[4] Referências

1. 1 2 3 4 5 6 7 8  GRIFFIN, Scott Tracy (2012). Tarzan: The Centennial Celebration. [S.l.]: Titan Books. 320 páginas. ISBN 9781781161692
2. ↑  MANNING, Russ (2013). «Tarzan and the Cult of the Mahar». TARZAN: The Complete Russ Manning Newspaper Strips, Volume Two: 1969-1971. [S.l.]: IDW Publishing. ISBN 9781613778303
3. ↑  MANNING, Russ (2014). «Tarzan Returns to the Earth's Core». TARZAN: The Complete Russ Manning Newspaper Strips, Volume Three: 1971-1974. [S.l.]: IDW Publishing. ISBN 9781613779828
4. ↑  MANNING, Russ (2015). «Tarzan and the Dead Moon of Pellucidar». TARZAN: The Complete Russ Manning Newspaper Strips, Volume Four: 1974-1979. [S.l.]: IDW Publishing. ISBN 9781631402159